# PePijn

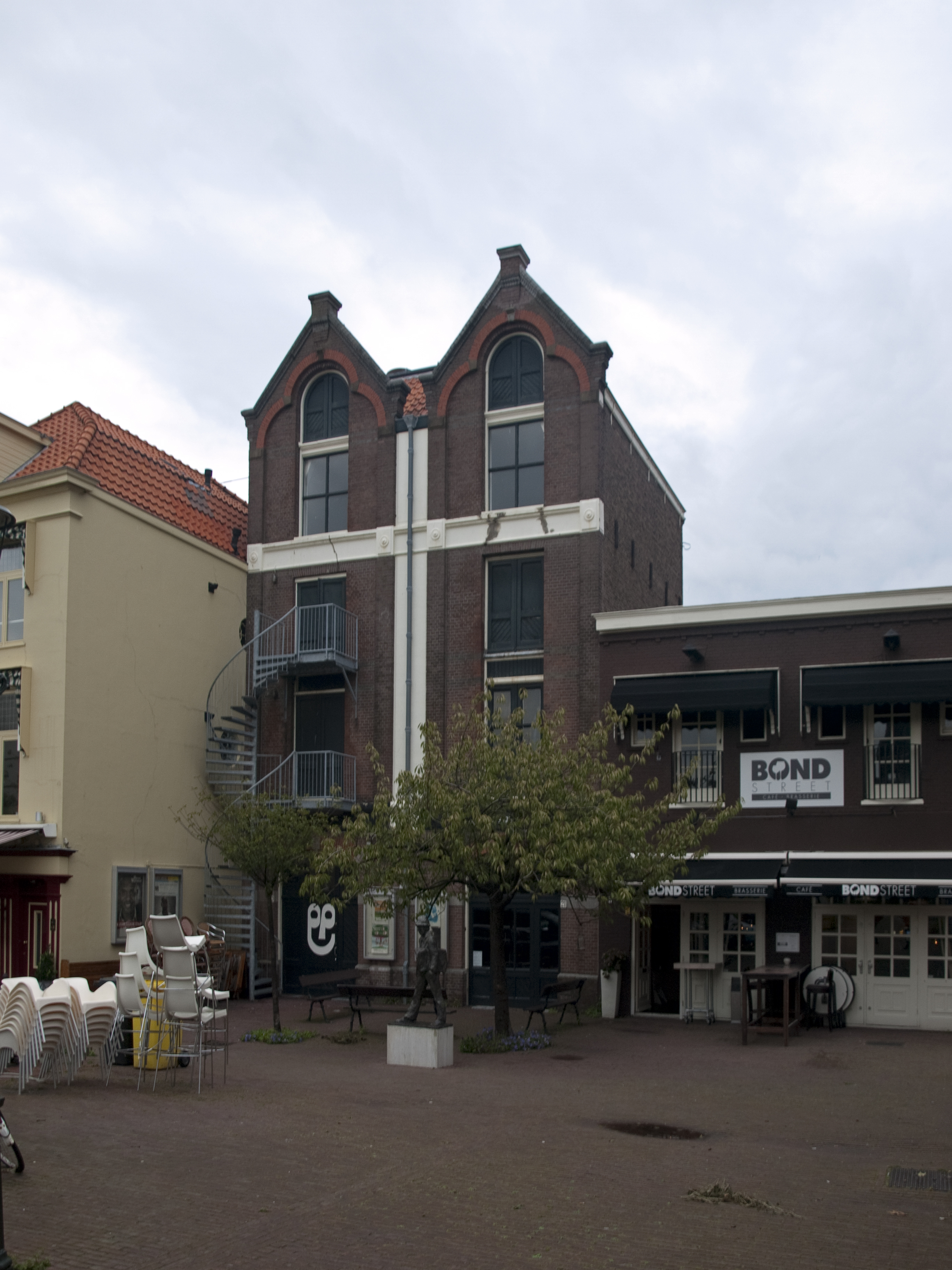
Theater PePijn

PePijn is een theater in Den Haag dat zich heeft toegespitst op cabaret, stand-upcomedy en kleinkunst.

## De theatergroep
Paul van Vliet studeerde in Leiden, en heeft in 1957 samen met Floor Kist het Leidsch Studenten Cabaret opgericht. Toen ze Liselore Gerritsen in een café hoorden zingen, hadden ze de zangeres voor hun groep gevonden. Paul van Vliet schreef veel teksten en muziek zelf, maar er zijn ook veel teksten geschreven door Floor Kist. De muziek was vaak van Kaj van Oven of Jules de Corte. In 1960 ging de groep uit elkaar, want er moest ook gestudeerd worden. Paul van Vliet studeerde in 1963 af, Floor Kist werd na zijn studie diplomaat.
In 1964 richtte Paul van Vliet met Liselore, inmiddels zijn echtgenote, en Ferd Hugas en de pianist Rob van Kreeveld de cabaretgroep PePijn (1964-1970) en het theater PePijn op. De theatergroep viel na zeven jaar uiteen en in 1971 startte Paul van Vliet zijn solocarrière, met PePijn als thuisbasis.

## Het theater
Op 18 december 1964 opende burgemeester Kolfschoten het theater PePijn van Paul van Vliet met de woorden: "La Reine est morte, vive le petit prince" want enkele uren eerder was het Gebouw voor Kunsten en Wetenschappen afgebrand.
Het theater is gevestigd in een oud pakhuis aan de Nieuwe Schoolstraat in Den Haag, op loopafstand van het Lange Voorhout en heeft 100 plaatsen. In het begin was er geen personeel, de cabaretiers zorgden voor de kaartverkoop en de garderobe en ontvingen zelf de bezoekers. Door deze ongedwongen sfeer werd het theater het podium waar gevestigde cabaretiers en jonge talenten hun try-outs hielden, zoals Youp van 't Hek, Hans Liberg, Herman Finkers en Jack Spijkerman. Het staat bekend als 'de huiskamer voor alle cabaretiers'. Op het programma staan cabaret, stand-upcomedy, kleinkunst en muziektheater. In het theater werden in het verleden ook veel jeugdvoorstellingen gegeven.
In de jaren '70 was het theater ook een huiskamer voor ervaren en beginnende jazzmusici, en onder de naam 'Jazz in PePijn' (JIP) geïntroduceerd door Wim van Woerkens; onder andere speelden er: Frans Elsen, Billy Higgins, Ferdinand Povel, Rob Agerbeek, Dexter Gordon, Ack van Rooyen en Woody Shaw.
PePijn werkt sinds 2001 samen met Theater Diligentia.

## Discografie

### Albums
- 196X - Cabaret PePijn - 12"-lp - Philips - PL 12713

## Fotogalerij

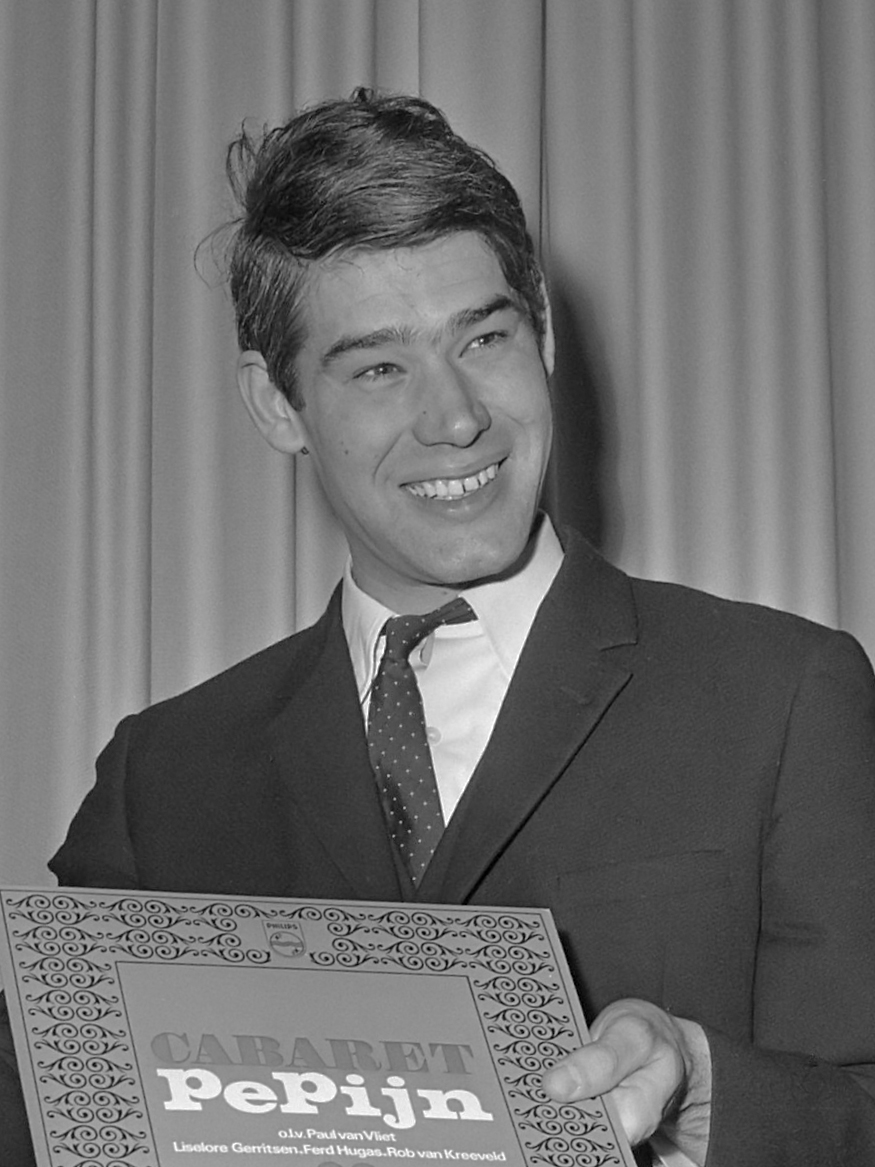
Paul van Vliet biedt de eerste plaat van zijn Cabaret PePijn aan aan minister Vrolijk van Cultuur, Recreatie en Maatschappelijk werk, 23 maart 1966
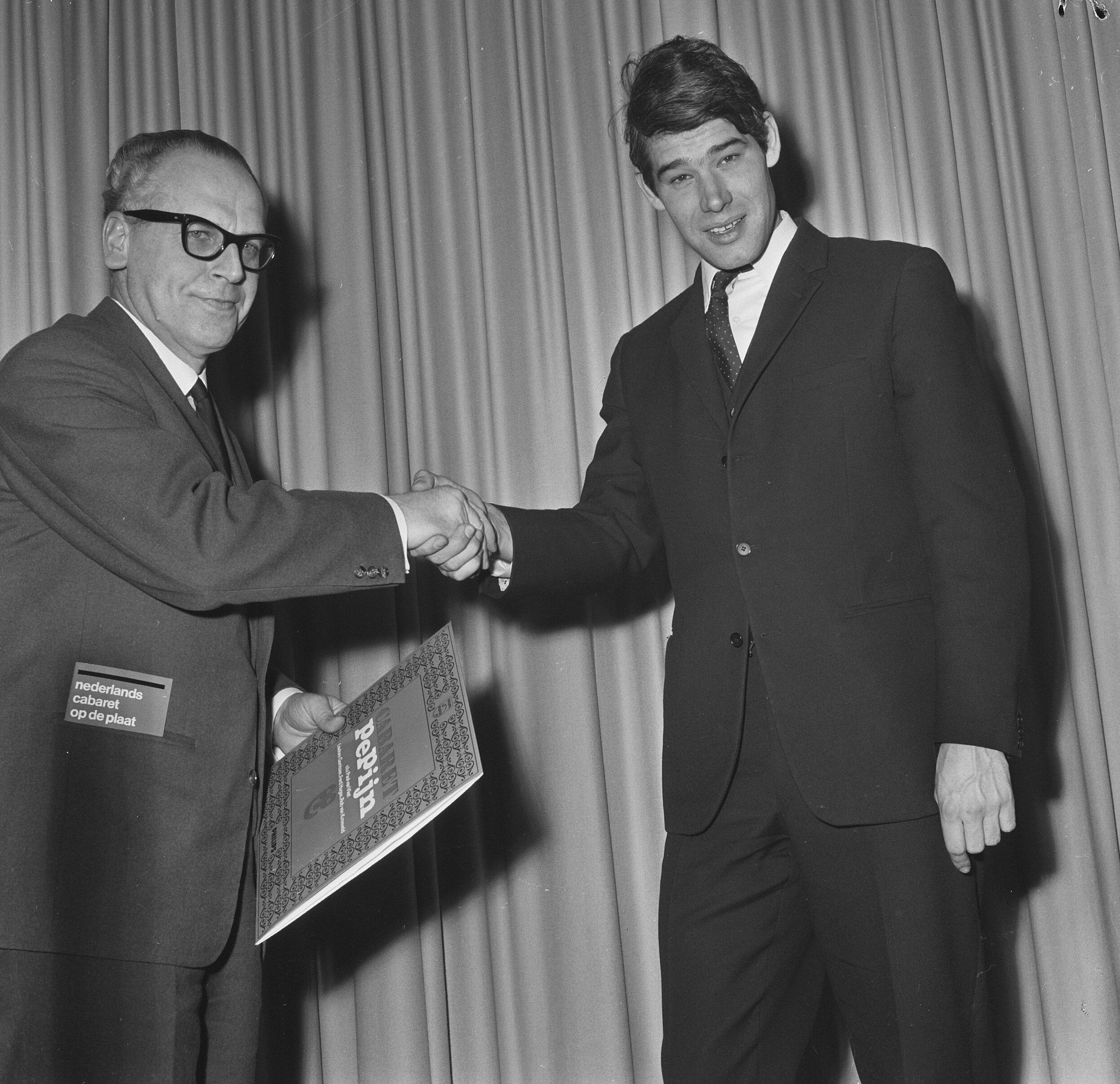
In theater PePijn, 23 maart 1966
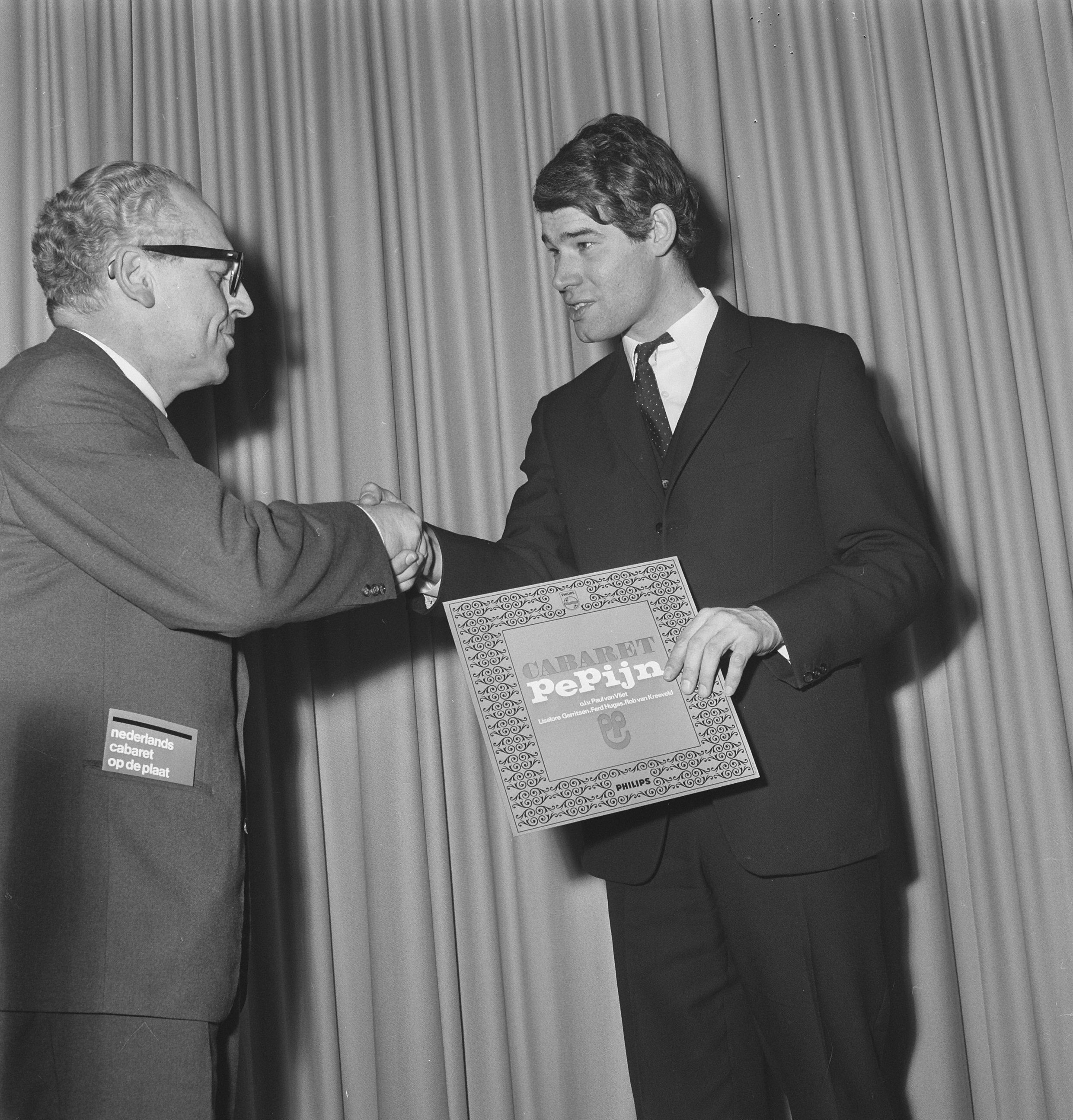
In theater PePijn, 23 maart 1966
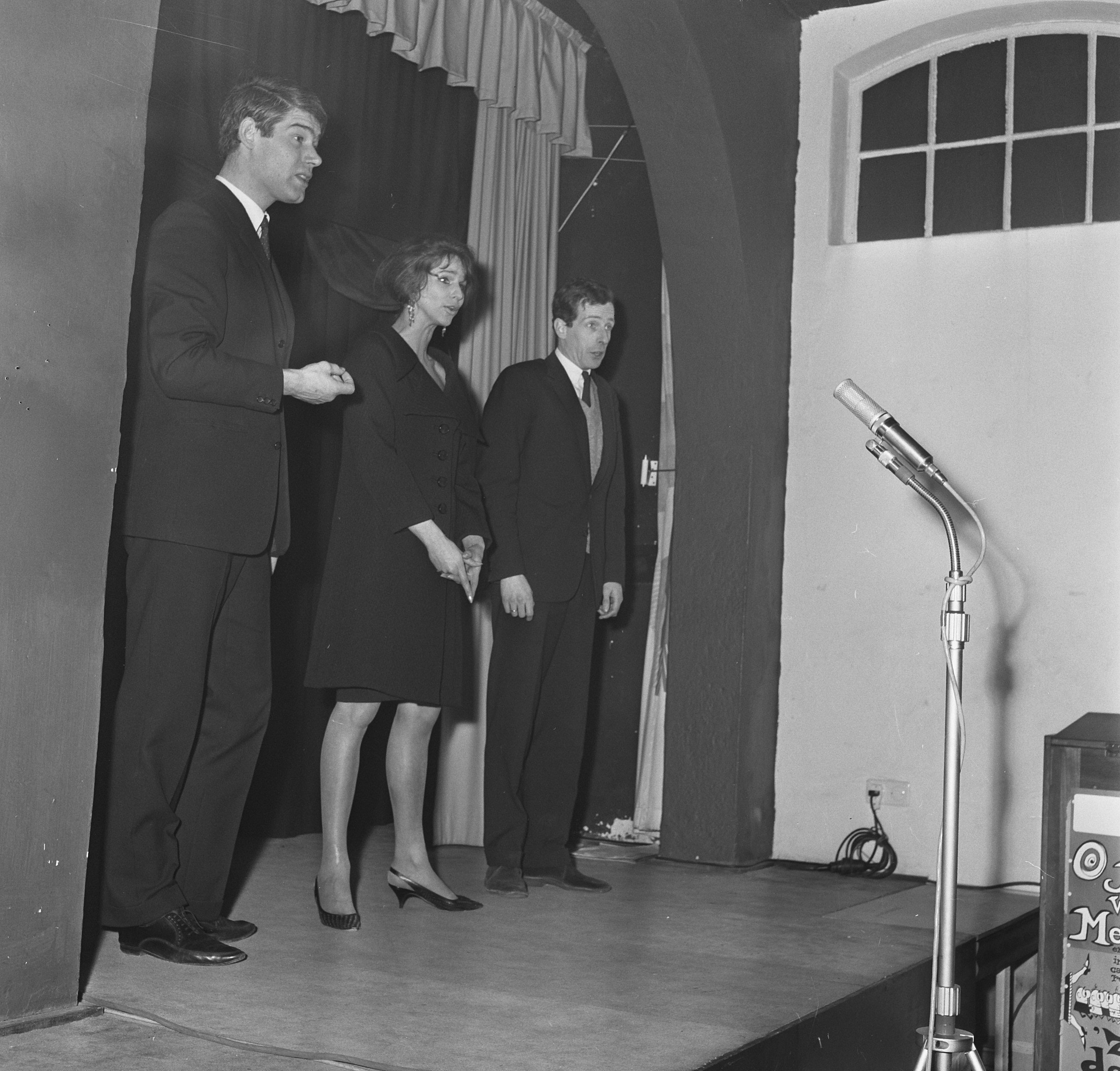
In theater PePijn, 23 maart 1966